# Jewhen Brul
Jewhen Wasylowycz Brul, ukr. Євген Васильович Бруль; ros. Евгений Васильевич Бруль – Wasiljewicz Brul (ur. 22 lutego 1967 w Kijowie, Ukraińska SRR) – ukraiński hokeista, reprezentant Ukrainy. Trener hokejowy.

## Kariera
- Sokił Kijów (1991-1993)
- Tysovia Tychy (1993-1994)
- Sokił Kijów (1994-1995)
- SKA Sankt Petersburg (1995-1996)
- SKA Sankt Petersburg 2 (1995-1996)
- Sokił Kijów (1997-1998)
- KKH 100% Hortex Katowice (1998-1999)
- Berkut Kijów (1999-2001)
- HK Homel (2001-2003)
- HK Nioman Grodno (2003-2004)
- Sokił Kijów (2004-2005)
- HK Homel (2005-2006)
- Biłyj Bars Biała Cerkiew (2007-2008)
- CSA Steaua Bukareszt (2008-2009)
- Kompańjon Kijów (2011-2012)
- Łewy Lwów (2013-2014)

Występował głównie w klubach ligi ukraińskiej i białoruskiej ekstraligi. Ponadto grał w lidze polskiej: w Tychach w sezonie 1993/1994 do 1994 (w tym czasie wspólnie z nim w tej drużynie występował jego rodak Jewhen Alipow), w Katowicach w sezonie 1998/1999), ligi rumuńskiej. W sezonie 2013/2014 grał w barwach drużyny ze Lwowa w wieku 47 lat.
Uczestniczył w turniejach mistrzostw świata w 1993, 1994 (Grupa C), 1998 (Grupa B), 2000, 2004.

## Kariera trenerska
- HK Nioman Grodno (2009-2011), trener bramkarzy
- Kompańjon Kijów (2011-2013), trener bramkarzy
- HK Witebsk (2014-2015), trener bramkarzy
- Zwiezda-WDW Dmitrow (2015), trener bramkarzy
- Donbas Donieck (2015-2020), trener bramkarzy
- Reprezentacja Ukrainy (2019/2020), trener bramkarzy
- HK Kramatorsk (2020-2021), trener w sztabie
- HK Mariupol (2021-), trener bramkarzy

Pod koniec kariery zawodniczej został trenerem bramkarzy w klubach. Od sierpnia 2014 szkoleniowiec golkiperów w białoruskim klubie HK Witebsk. W czerwcu 2015 został zaanonsowany jako trener bramkarzy klubu Zwiezdy Dmitrów, starającego się o przyjęcie do rozgrywek Wysszaja Chokkiejnaja Liga. W połowie 2015 przedstawiony jako asystent trenera w zespole Zwiezda-WDW Dmitrow, beniaminka Wyższej Hokejowej Ligi w sezonie 2015/2016. Od lipca 2015 trener bramkarzy w Donbasie Donieck. W 2020 wszedł do sztabu zespołu HK Kramatorsk, przyjętego do Ukraińskiej Hokejowej Ligi edycji 2020/2021. W październiku 2021 został  trenerem bramkarzy w klubie HK Mariupol.

## Sukcesy
Reprezentacyjne
- Awans do MŚ Grupy B: 1997
- Awans do MŚ Grupy A: 1998

Zawodnicze klubowe
- Złoty medal mistrzostw Ukrainy: 1993, 1995, 2005 z Sokiłem Kijów, 2000, 2001 z Berkutem Kijów
- Złoty medal Wschodnioeuropejskiej Hokejowej Ligi: 2000, 2001 z Berkutem Kijów
- Złoty medal mistrzostw Białorusi: 2003 z HK Homel
- Puchar Białorusi: 2003 z HK Homel
- Srebrny medal mistrzostw Ukrainy: 2008 z Biłyjem Barsem Biała Cerkiew